# Nam Sang-mi
Nam Sang-mi (sinh ngày 3 tháng 5 năm 1984) là một nữ diễn viên và người mẫu người Hàn Quốc.

## Sự nghiệp
Nam Sang-mi từng đi làm thêm tại một cửa hàng Lotteria ở gần Đại học Hanyang vào mùa thu năm 2001.
Một khách hàng đã chụp ảnh cô đăng lên mạng, sau đó Nam Sang-mi nhanh chóng trở thành ulzzang rồi làm diễn viên.

## Đời tư
Nam Sang-mi kết hôn với một doanh nhân cùng tuổi tại một nhà thờ nhỏ ở quận Yangpyeon, tỉnh Gyeonggi vào ngày 24 tháng 1 năm 2015. Cô mang thai và được dự sinh con vào tháng 11 năm 2015. Cô sinh con gái đầu lòng vào trưa ngày 12 tháng 11 năm 2015.